# Кондоминиум Босния и Герцеговина
Кондоминиум Босния и Герцеговина — территория, формально управляемая совместно Австро-Венгрией и Османской империей (фактически — в административном подчинении Австро-Венгрии) в 1878—1908. В 1908 аннексирована Австро-Венгрией; в 1919 вошла в состав Королевства сербов, хорватов и словенцев.
Боснийский пашалык оккупирован австро-венгерскими войсками по условиям Берлинского трактата, заключённого в 1878 году по итогам русско-турецкой войны, однако официально оставался частью Османской империи (см. кондоминиум). За время оккупации австро-венгерским властям удалось включить провинцию в экономическую и политическую структуру империи, провести ряд существенных экономических и культурных преобразований. В 1908 году Босния и Герцеговина была аннексирована Австро-Венгрией и вошла в состав страны.

## История

### Оккупация
После завершения русско-турецкой войны 1877—1878 годов Великие державы организовали Берлинский конгресс, на котором было принято решение передать Боснийский вилайет под управление Австро-Венгрии. Она была с боями занята австро-венгерскими войсками. Австро-Венгрия также ввела войска в Новопазарский Санджак.

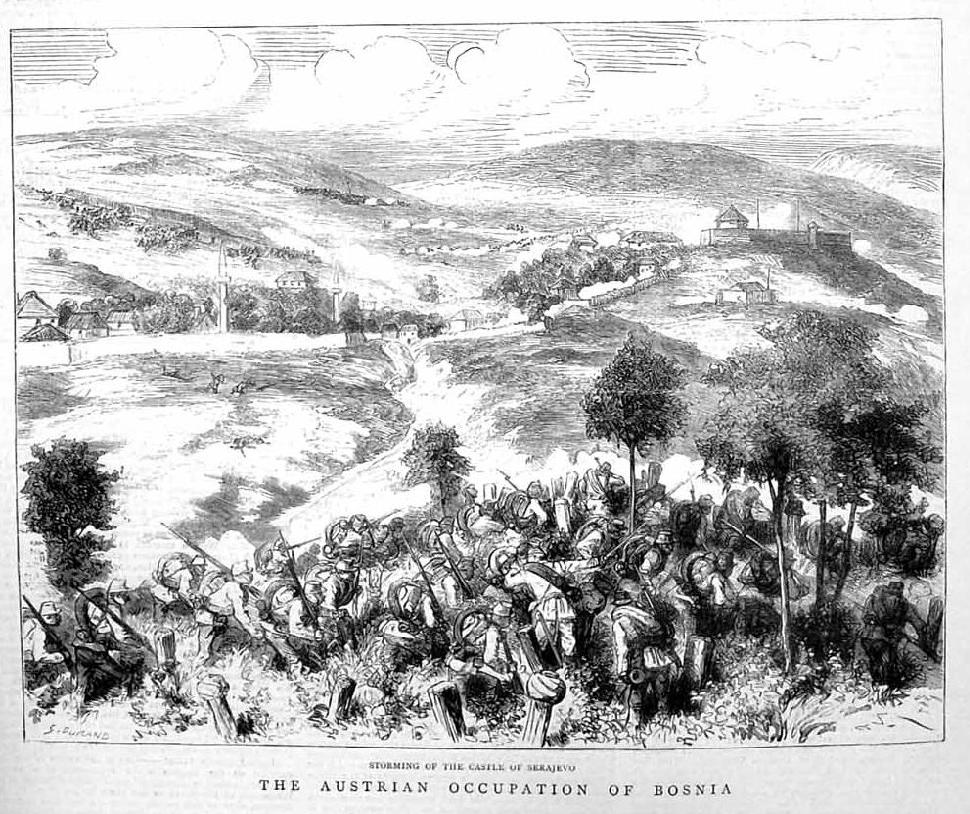
Штурм австро-венгерскими войсками Сараева, 1878 год

Для оккупации Боснии австро-венгерское командование задействовало подразделения 6-й, 7-й, 20-й и 28-й пехотных дивизий, всего 82 113 солдат и офицеров, 13 313 лошадей и 112 орудий. Командование войсками осуществлял генерал Йозеф Филипович. Ввод войск на территорию Боснии и Герцеговины начался 29 июля 1878 года. Вся территория бывшей османской провинции была взята под контроль к 20 октября.
Подразделения османской армии в Боснии и Герцеговине насчитывали примерно 40 000 военнослужащих при 77 орудиях, которые в сочетании с местными ополченцами составляли около 93 000 человек. Значительные бои между турецкими и австро-венгерскими войсками произошли около Читлука, Столаца, Ливно и Клобука. Сараево был взят под контроль в октябре 1878 года. Австро-венгерские потери составили более 5000 человек убитыми и ранеными. Сопротивление было прекращено в течение трёх недель. Основное сопротивление австро-венгерским войскам оказывали местные мусульмане, которые предполагали, что потеряют свой привилегированный статус после ухода османских войск.
Напряжённость сохранилась в некоторых частях кондоминиума (в частности в Герцеговине). Закон о воинской повинности от 1881 года спровоцировал вооружённое восстание, начавшееся в январе 1882 года. В марте того же года оно было подавлено, а его лидеры казнены. После оккупации началась массовая эмиграция преимущественно мусульманского населения. Однако австро-венгерским властям удалось стабилизировать обстановку и начать социальные и административные реформы. Австрийские власти уделяли большое внимание кодификации законов и не допущению роста национализма среди южных славян Боснии.

### Аннексия
6 октября 1908 года император Австро-Венгрии Франц Иосиф объявил о своём намерении присоединить Боснию и Герцеговину к Австро-Венгрии, с предоставлением при этом автономии и конституционных прав её народу. Данное решение привело к началу Боснийского кризиса, в который были втянуты Россия, Османская империя, Великобритания, Италия, Сербия, Черногория, Германия и Франция. В апреле 1909 года был подписан Берлинский договор, который подтвердил статус-кво и признал австрийскую аннексию Боснии и Герцеговины.
Аннексия Боснии и Герцеговины привела к ухудшению отношений между Австрией с одной стороны и Россией и Сербией с другой. Сербия считала включение Боснии в состав Австро-Венгрии незаконным, это привело к росту националистических настроений в стране. В Сербии стали появляться организации, ставившие своей целью «воссоединение» Боснии с Сербией. В конечном итоге эта напряжённость привела к Сараевскому убийству и началу Первой мировой войны.
В период аннексионного кризиса габсбургские власти приступили к созданию отрядов, сформированных на добровольческой основе, состоящих из местных католиков и мусульман («Schutzcorps»), необходимых для подавления возможного восстания сербов. Именно тогда возникло выражение «Хорватские народные усташи», а одно из добровольческих подразделений называлось «Чёрный легион».

### Первая мировая война
28 июня 1914 года Гаврило Принцип в Сараеве застрелил престолонаследника Франца Фердинанда. После покушения в Сараеве, Завидовичах, Мостаре, Шамаце, Добое и других городах Боснии и Герцеговины начались антисербские выступления, переросшие в погромы, организованные Чистой партией права Йосипа Франка. В ходе погромов уничтожались сербские церкви, православные святыни, имущество сербских граждан. Многие сербы, особенно живущие вдоль границы с Сербией и Черногорией, стали беженцами.
Население Боснии и Герцеговины было привлечено к службе во время войны. Однако территория Боснии и Герцеговине избежала конфликта и осталась относительно невредимой. После окончания Первой мировой войны Босния и Герцеговина вошла в состав Государства словенцев, хорватов и сербов, которое затем стало составной частью Королевства сербов, хорватов и словенцев.

## Реформы и управление

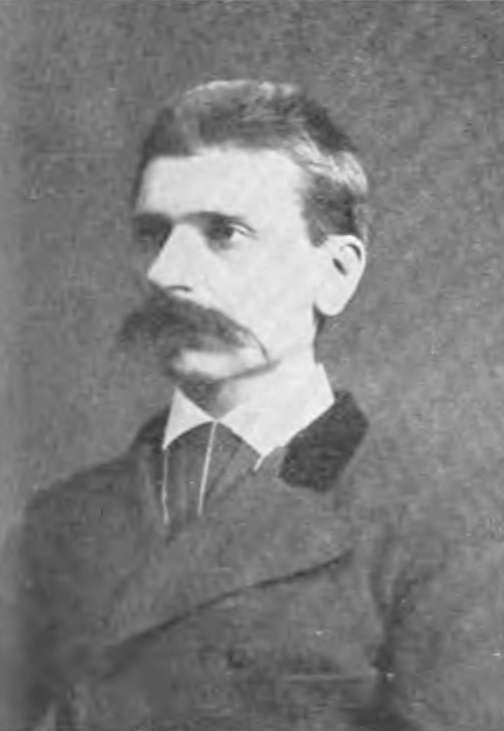
Беньямин фон Каллаи

В период от оккупации до аннексии государственно-правовой статус Боснии был «правовой аномалией»: формально она оставалась османской провинцией, султан и далее являлся её легитимным сюзереном, в то время как реальная власть принадлежала Австро-Венгрии. В формально-правовом поле Габсбургской монархии Босния и Герцеговина не вошла ни в состав Цислейтании, ни в состав Транслейтании, а была выделена в особую, третью единицу империи, принадлежащую короне Габсбургов и управлявшуюся совместно правительствами Австрии и Венгрии, от их имени административные функции исполняло министерство финансов монархии. Правовая система Боснии не являлась ни австрийской, ни венгерской, её жители также не стали ни австрийскими, ни венгерскими подданными. До принятия Конституции 1910 года провинция не располагала никакими правами автономии и не участвовала в исполнительной власти монархии.
Постепенно шла интеграция новой территории: уже в 1879 году Босния и Герцеговина включена в таможенную систему Австро-Венгрии.
С 1883 по 1903 годы управителем Боснии и Герцеговины являлся австро-венгерский министр финансов Беньямин фон Каллаи. Ещё по прежней своей дипломатической работе на Балканах он хорошо представлял ситуацию в крае и разработал план преобразований в Боснии и Герцеговине. Одним из направлений деятельности Каллаи стала замена феодальной турецкой администрации на модернизированную австрийскую. Управление, финансы и суд были организованы по австрийскому примеру. Немецкий язык стал общеупотребительным как официальный язык системы внутреннего управления в Боснии и Герцеговине. Основным инструментом достижения поставленных целей Каллаи считал высокообразованное и прошедшее строгий отбор чиновничество. Если турецкая администрация насчитывала 120 чиновников, то у Австро-Венгрии их в 1881 году было 600, в 1897 году уже 7 378, а в момент аннексии число чиновников достигло 9 539 человек.
Постепенно Каллаи перешёл к реализации концепции просвещённого абсолютизма, что предполагало управление без участия народа, одновременно, сообразуясь с интересами монархии и возможностями боснийских финансов, сближая социально-экономические условия в Боснии с общеимперскими. Это позволяло подготовить почву для перехода от оккупации к аннексии. В то же время Каллаи опасался менять социальную структуру, сложившуюся в Боснии и Герцеговине.
17 февраля 1910 года Боснии и Герцеговине была дарована конституция, согласно которой наряду с правительством провинции созывался и парламент. Парламент избирался на конфессиональной основе: 31 место — православным депутатам, 24 — мусульманам, 16 — католикам. Гражданам предоставлялись минимальные конституционные права с законодательной гарантией их постепенного расширения. Концепция ограниченной конституционности являлась, по мысли австро-венгерской власти, «логичным следствием культурной отсталости народов Боснии и Герцеговины». Конституция узаконила уже существовавшие гражданские права, отмечая, что в чрезвычайной ситуации они могут быть ограничены или отменены. Парламент был лишён законодательной инициативы и права контроля над правительством. Это право принадлежало Управлению общеимперского министерства финансов по Боснии и Герцеговине.

## Социально-экономические и демографические данные

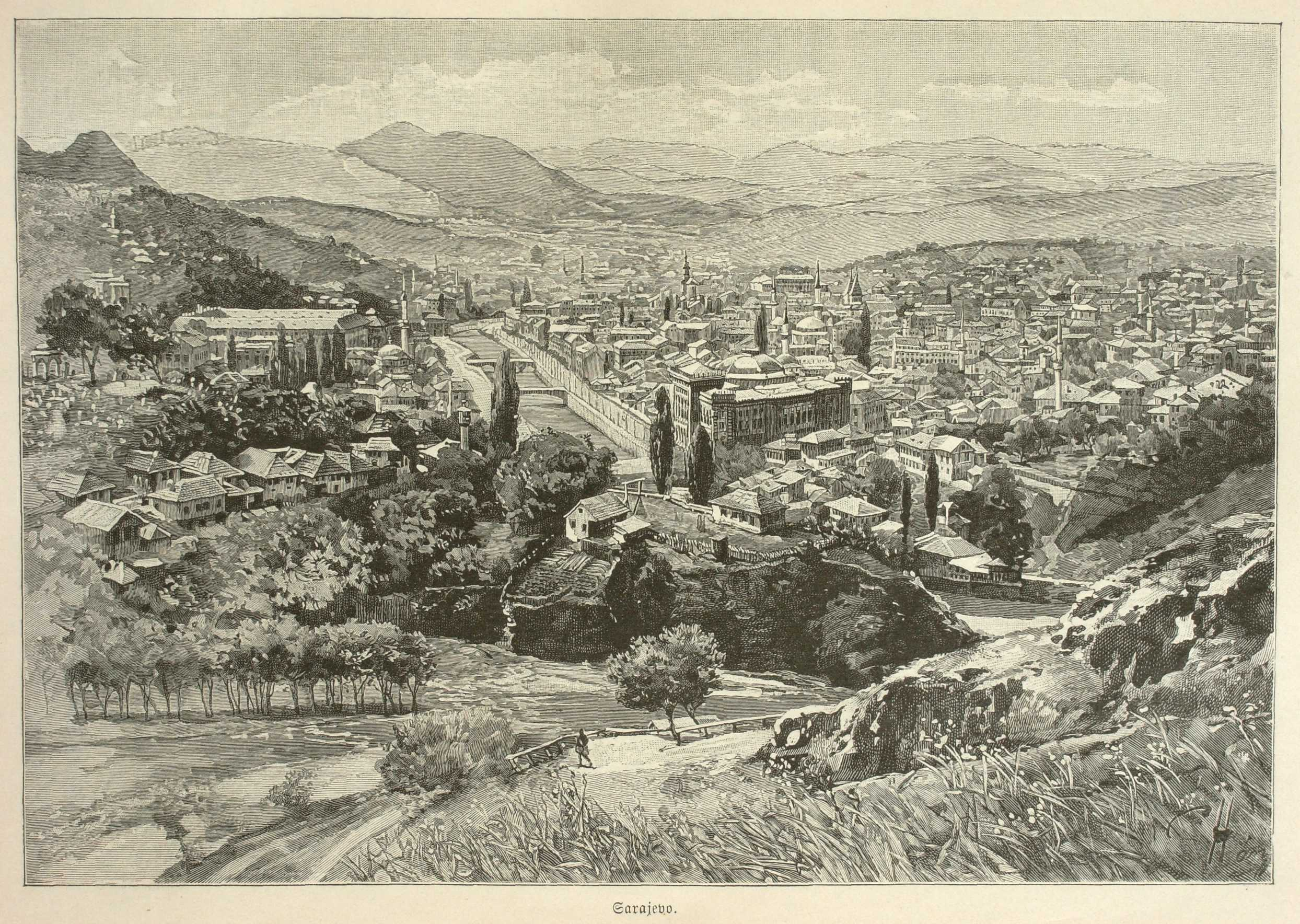
Панорама Сараева в 1900 году

### Экономика
В период управления Каллаи экономическое развитие провинции проводилось по специальному плану и носило характер ускоренной модернизации. Строились железные дороги, протяжённость которых к началу XX столетия составляла 1684 километра, однако в основном это были узкоколейные линии. Разрабатывались месторождения железной руды, магния, соли и каменного угля. В сельском хозяйстве вводились паровые и электрические мельницы, появилось племенное скотоводство. Вместе с тем сохранялась турецкая система землепользования, основанная на аграрном законе 1858 года. Землёй по-прежнему владели представители мусульманской знати, за которой были сохранены её привилегии. Крестьяне продолжали находиться в зависимости у землевладельцев. Большинство населения проживало в селах, городские жители составляли около 15 % от населения Боснии и Герцеговины.

### Демография
Население Боснии и Герцеговины в 1879—1910 годах.
| Год переписи | Мусульмане | %      | Православные | %      | Католики | %      | Иудеи  | %     | Всего     |
| ------------ | ---------- | ------ | ------------ | ------ | -------- | ------ | ------ | ----- | --------- |
| 1879         | 448 613    | 38,7 % | 496 485      | 42,9 % | 209 391  | 18,1 % | 3 675  | 0,3 % | 1 584 164 |
| 1885         | 492 710    | 36,9 % | 571 250      | 42,8 % | 265 788  | 19,9 % | 5 805  | 0,4 % | 1 336 091 |
| 1895         | 548 632    | 35 %   | 673 246      | 42,9 % | 334 142  | 21,3 % | 8 213  | 0,5 % | 1 568 092 |
| 1910         | 612 137    | 32,2 % | 825 418      | 43,5 % | 434 061  | 22,9 % | 11 868 | 0,6 % | 1 898 044 |

Также в Кондоминиум была небольшая миграция из других частей Австро-Венгрии. Это привело к формированию новых национальных групп. Например, перепись 1910 года выявила в Боснии 7095 чехов (в том числе 1702 в Сараево).

### Межнациональные отношения
Ко времени австро-венгерской оккупации Боснии и Герцеговины национальное сознание сербского народа, проживающего на этой территории, уже было оформлено в полной мере. У хорватов процесс национального становления проходил со значительным запозданием. Кроме сербов и хорватов, на территории Боснии после османского завоевания появился ещё один тип национального сознания, сформировавшегося сначала как мусульманская религиозная общность, переросшая затем в этническую.
Австро-венгерская политика в Боснии учитывала боснийский плюрализм и религиозное разнообразие Боснии. Министр финансов Австро-Венгрии и руководитель Боснии Беньямин Каллаи, назначенный на этот пост 4 июня 1882 года, проводил политику т. н. «Бошняства» (сербохорв. «Bošnjaštvo»), направленную на то, чтобы вселить населению Боснии ощущение, что они принадлежат к великой и могущественной нации. Население Боснии и Герцеговины рассматривалось «как общность говорившая на боснийском языке, исповедующая три религии и обладающая равными правами».
Австро-венгерские политики пытались изолировать Боснию от ирредентистских настроений православной Сербии и мусульманской Османской империи. Желание боснийских сербов и хорватов воссоединиться с Сербией и Хорватией, было основной угрозой для австро-венгерской власти. После смерти Каллаи, австро-венгерская политика в Боснии стала менее эффективной и во второй половине 1910-х годов национализм южных славян являлся неотъемлемым фактором в Боснии. Идея единого государства южных славян стала популярной политической идеологией в Боснии и Герцеговине.

## Политика
В 1910 году был основан Боснийский сабор (Bosanski sabor) Боснии и Герцеговины, являвшийся законодательным органом, исполнительным органом стал Земельный совет (Zemaljski savjet), во главе земельным губернатором (zemaljski poglavar). В саборе были представлены следующие партии:
- Сообщество хорватского народа
- Хорватская католическая ассоциация
- Мусульманская народная партия
- Сербская народная организация

Кроме того в Боснии существовали и непарламентские партии:
- Мусульманская прогрессивная партия
- Мусульманские демократы
- Сербская народная независимая партия
- Социал-демократической партия Боснии и Герцеговины[10]

Сабор не имел влияния на исполнительную власть, не мог ставить вопросы и обсуждать её деятельность. Законодательная власть и далее оставалась у императора и правительства в Вене и Будапеште. Законодательная функция сабора ограничивалась местными вопросами. Сабор состоял из 92 человек, из которых 20 человек входили в него «по положению». Они состояли из церковных и светских «высоких представителей»: главного муфтия, вакуфно-меарифского управляющего, наиболее авторитетных муфтиев, в том числе сараевского и мостарского, четырёх сербских православных епископов, митрополита, заместителя председателя Совета Сербской православной церкви, римско-католического архиепископа, двух провинциалов францисканского ордена, сефардского раввина, председателя Верховного суда, председателя Коллегии адвокатов Сараева, городского главы Сараева и председателя торгово-ремесленной коллегии Сараева. Из 72-х избранных на пять лет депутатов 16 были католиками, 24 — мусульманами, 31 — православными и один мандат предоставлялся евреям. Избиратели не могли отзывать своих депутатов. Председателя сабора и его заместителя назначал император. Выборы проходили на основе куриальной системы: граждане в зависимости от конфессиональной принадлежности делились на три курии, в каждой выделялись социальные группы — городская, сельская, крупных землевладельцев и интеллигенции. Депутатские места в саборе предоставлялись пропорционально национально-конфессиональному соотношению.
Помимо сабора конституция 1910 года ввела в обиход политической жизни БиГ также такие институты как правительственный совет и котарские (областные) веча. В функции правительственного совета входило сообщение сабора с остальными органами власти. Котарские веча представляли собой выборные органы местного самоуправления, избиравшиеся также на основе конфессионального соотношения населения БиГ, но их компетенция строго ограничивалась местными, в основном хозяйственными вопросами и не предполагала общественно-политическую деятельность.

## Администрация

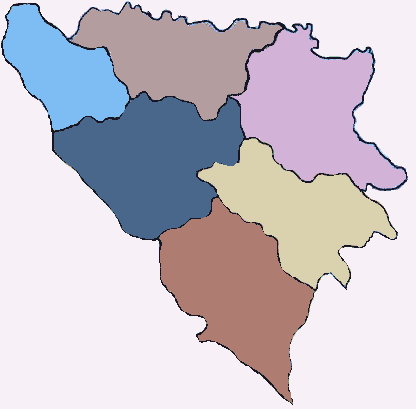
Районы Боснии и Герцеговины:
Район Баня-Лука
Район Бихач
Район Мостар
Район Сараево
Район Травник
Район Тузла

Во время австро-венгерской администрации, административно-территориальное деление Боснии и Герцеговине сохранилось, однако местное самоуправление было модернизировано. Были сформированы шесть районов регионального правительства, которые были сохранены до 1922 года. Также существовало 54 общины.
Административное управление находилось в двойном подчинении: гражданскими губернаторами считались общеимперские министры финансов Австро-Венгрии; отдельно назначались военные губернаторы.
Военные губернаторы:
| Дата                            | Губернатор                                                                     |                                                                                |
| ------------------------------- | ------------------------------------------------------------------------------ | ------------------------------------------------------------------------------ |
| 13 июля 1878                    | Босния и Герцеговина оккупирована австро-венгерскими войсками.                 | Босния и Герцеговина оккупирована австро-венгерскими войсками.                 |
| 13 июля 1878 — 18 ноября 1878   | Йозеф Филиппович, Командующий                                                  |                                                                                |
| 18 ноября 1878 — 6 апреля 1881  | Вильгельм Вюртембергский, Глава провинциального правительства                  |                                                                                |
| 6 апреля 1881 — 9 августа 1882  | Герман Фрейхер, Губернатор                                                     |                                                                                |
| 9 августа 1882 — 8 декабря 1903 | Йохан фон Аппель, Губернатор                                                   |                                                                                |
| 8 декабря 1903 — 25 июня 1907   | Ойген фон Албори, Губернатор                                                   |                                                                                |
| 30 июня 1907 — 7 декабря 1908   | Антон фон Винзор, Губернатор                                                   |                                                                                |
| 7 октября 1908                  | Босния и Герцеговина аннексирована Австро-Венгрией                             | Босния и Герцеговина аннексирована Австро-Венгрией                             |
| 7 октября 1908 — 7 марта 1909   | Антон фон Винзор Губернатор                                                    |                                                                                |
| 7 марта 1909 — 10 мая 1911      | Марьян Варешанин, Губернатор                                                   |                                                                                |
| 10 мая 1911 — 22 декабря 1914   | Оскар Потиорек, Губернатор                                                     |                                                                                |
| 22 декабря 1914 — 3 ноября 1918 | Стефан Саркотич, Губернатор                                                    |                                                                                |
| 1 декабря 1918                  | Босния и Герцеговина входит в состав Государства словенцев, хорватов и сербов. | Босния и Герцеговина входит в состав Государства словенцев, хорватов и сербов. |

## Религия
Император Австро-Венгрии имел возможность назначать и увольнять религиозных деятелей и контролировать религиозные учреждения Боснии на основе соглашений с папством, Вселенским Патриархатом и шейх-уль-ислам.
Если до 1878 года доминирующими представителями общественно-политической и культурной элиты всех национальных сообществ Боснии являлось духовенство, то после её подчинения Австро-Венгрии и проникновения буржуазно-либеральных идей роль духовной иерархии начала падать. Чиновники и преподаватели начали занимать главные места в администрации и просветительско-образовательных учреждениях. В первую очередь вытеснялось мусульманское и православное духовенство. Католицизм, напротив, приобретал позиции государственного вероисповедания.
Оккупация Боснии и Герцеговине Австрией привела к значительным реформам католической церкви в Боснии. В 1881 году были созданы архиепархия Врхбосны, епархия Баня-Луки и епархия Мостар-Дувно. В 1884 году начались работы по возведению кафедрального собора Сердца Иисуса в Сараеве, которые были завершены в 1889 году.
Австрийские власти проводили политику, направленную на увеличение католического населения Боснии и Герцеговины. К 1914 году были созданы около 20 колоний для католических переселенцев, прежде всего из Германии и Галиции. Было переселено от 180 000 до 200 000 человек, что было особенно заметно на фоне отъезда местного (преимущественно мусульманского) населения — около 140 000 человек. Постепенно, австро-венгерские власти потеряли доверие к францисканскому ордену, так как тот действовал довольно независимо. В результате заключённого с Ватиканом конкордата францисканцы потеряли привилегированное положение — исключительное право на католическую паству в Боснии. Новоназначенный архиепископ Штадлер, бывший иезуитом, прибыл в Сараево 14 июня 1882 года и оставался там вплоть до своей смерти в 1918 году. Он проводил меры по католизации православного и мусульманского населения. Католическое духовенство, действовавшее совместно с иезуитами и францисканцами, проводило политику вытеснения чувства национальной принадлежности, что в особенности относилось к сербам-католикам.
Особый контроль устанавливался за деятельностью православных священников. Был взят курс на ликвидацию церковно-приходских школ и общую секуляризацию начального образования. После заключения соглашения с Константинопольской патриархией в 1880 году, император получил право назначать православных митрополитов в крае. В ответ на данные меры православное население Боснии и Герцеговины развернуло борьбу за признание церковно-школьной автономии и за право обучения детей в церковно-приходских школах на кириллице. Этого удалось добиться только в 1905 году.
Австро-венгерские власти старались изолировать мусульманское население провинции от влияния Османской империи. Для достижения этой цели император Франц-Иосиф назначил своего ставленника Мустафу Омеровича главой мусульманского духовенства Боснии и Герцеговины. Все религиозные мусульманские институты в крае были сохранены. В 1909 году мусульманам удалось получить церковно-школьную автономию.

## Комментарии
1. ↑  После оккупации Боснии официальным языком Боснии и Герцеговины стал боснийский.
2. ↑  Сербохорватский язык был принят в качестве официального языка Боснии и Герцеговине в 1907 году, заменив боснийский.